# Edmundo Fitzalan, 2.º Conde de Arundel
Edmundo Fitzalan, 2.º Conde de Arundel  (em inglês: Edmund Fitzalan; Castelo de Marlborough,  Wiltshire, 1 de maio de 1285 — Abadia de Haughmond, Shropshire, 17 de novembro de 1326) foi um nobre inglês que teve um papel de destaque no conflito entre Eduardo II e seus barões. Seu pai, Ricardo Fitzalan, 1.º Conde de Arundel, morreu em 1302, quando Edmundo ainda era menor de idade. Ele, então, ficou sob a proteção do curador João de Warenne, Conde de Surrey e se casou com a neta de Warenne, Alice. Em 1306, foi denominado Conde de Arundel, e serviu sob o comando de Eduardo I nas Guerras escocesas, pelas quais foi ricamente recompensado.
Após a morte de Eduardo I, Arundel fez parte da oposição ao novo rei Eduardo II, e seu favorito, Piers Gaveston. Em 1311, foi um dos chamados Lordes Ordenadores, que assumiram o controle do governo do rei. Com Tomás, Conde de Lancaster, foi o responsável pela morte de Gaveston em 1312. Deste ponto em diante, porém, sua relação com o rei tornou-se mais amigável. Isto se deu, em grande parte, devido à sua associação com o novo favorito do rei Hugo Despenser, o Jovem, cuja filha era casada com o filho de Arundel. Arundel apoiou o rei na supressão de rebeliões lideradas por Rogério Mortimer e outros Lordes das Marcas, e, mais tarde, também contra Tomás de Lancaster. Em razão disso, foi recompensado com terras e cargos políticos.
Sua sorte mudou, contudo, quando o país foi invadido em 1326 por Mortimer, que tinha se aliado à esposa do rei, a rainha Isabel. Imediatamente após a captura de Eduardo II, a rainha, agora regente de Eduardo III, ordenou que Arundel fosse executado, seu título perdido e suas propriedades confiscadas. O filho e herdeiro de Arundel, Ricardo, só recuperou o título e as terras em 1331, depois de Eduardo III assumiu o poder da regência de Isabel e Mortimer. Na década de 1390, surgiu um culto em torno do falecido conde. Ele foi venerado como mártir, embora nunca tenha sido canonizado.

## Família e infância
Edmundo Fitzalan nasceu no Castelo de Marlborough, em Wiltshire em 1 de maio de 1285. Era filho de Ricardo Fitzalan, 1.º Conde de Arundel (1267–1302), e sua esposa, Alice de Saluzzo, filha de Tomás I de Saluzzo na Itália. Ricardo se opôs ao rei durante a crise política de 1295 e, como resultado, contraiu grandes dívidas e teve partes de suas terras confiscadas. Quando Ricardo morreu em 9 de março de 1302, a tutela de Edmundo foi dada a João de Warenne, Conde de Surrey. O único filho de Warenne, Guilherme, havia morrido em 1286, então sua filha Alice era agora a herdeira aparente do condado Warenne. Alice foi oferecida em casamento a Edmundo, que por razões desconhecidas inicialmente a recusou. Contudo, em 1305 ele mudou de ideia, e o casamento se realizou.
Em abril de 1306, pouco antes de completar 21 anos, Edmundo obteve a posse do título e das terras de seu pai. Em 22 de maio de 1306, foi nomeado cavaleiro por Eduardo I, com o jovem Príncipe Eduardo (o futuro Eduardo II) A nomeação de cavaleiro foi feita na expectativa do serviço militar nas Guerras escocesas e, após o término da campanha, Arundel foi ricamente recompensado. Eduardo I perdoou ao jovem conde uma dívida de £4 234. Esse fluxo de patrocínio continuou após a morte de Eduardo I em 1307; em 1308 Eduardo II devolveu os hundred de Purslow para Arundel, uma terra que Eduardo I havia confiscado do pai de Edmundo. Houve também honras oficiais, nos primeiros anos do reinado de Eduardo II. Na coroação do novo rei em 25 de fevereiro de 1308, Arundel oficiou como mordomo-chefe (ou pincerna), um cargo hereditário dos condes de Arundel.

## Oposição a Eduardo II
Embora o reinado de Eduardo II tenha sido inicialmente harmonioso, ele logo encontrou oposição de vários de seus condes e prelados. Na origem do descontentamento estava o relacionamento do rei com o jovem cavaleiro gascão Piers Gaveston, que havia sido exilado por Eduardo I, mas foi chamado de volta imediatamente após a ascensão de Eduardo II. O favoritismo de Eduardo dispensado ao arrogante Gaveston era uma ofensa à nobreza estabelecida, e sua elevação a Conde da Cornualha foi particularmente ofensivo aos nobres locais. Um grupo de magnatas liderado por Henrique de Lacy, Conde de Lincoln, forçou Gaveston ao exílio em 1308. Em 1309, porém, Eduardo se reconciliou com a oposição, e Gaveston foi autorizado a regressar.
Arundel juntou-se à oposição no início e não compareceu ao parlamento de Stamford em julho de 1309, onde o retorno de Gaveston foi negociado. Após o retorno de Gaveston, seu comportamento tornou-se ainda mais ofensivo, e a oposição a ele aumentou. Além disso, havia grande descontentamento com o fracasso de Eduardo II em dar prosseguimento às campanhas escocesas de seu pai. Em 16 de março de 1310, o rei teve que concordar com a nomeação de uma comissão conhecida como os Lordes Ordenadores, que deveria se encarregar da reforma do governo real. Arundel foi um dos oito condes entre os vinte e um Ordenadores.
Os Ordenadores mais uma vez enviaram Gaveston para o exílio em 1311, mas em 1312 ele estava de volta. Agora o favorito do rei era oficialmente um fora da lei, e Arundel estava entre os condes que juraram caçá-lo. O líder da oposição — após a morte de Lincoln no ano anterior — era agora Tomás, Conde de Lancaster. Em junho de 1312, Gaveston foi capturado, julgado perante Lancaster, Arundel e os condes de Warwick e Hereford, e executado. Uma reconciliação foi alcançada entre o rei e os magnatas desgostosos, e Arundel e os outros receberam indultos, mas a animosidade prevaleceu. Em 1314, Arundel estava entre os magnatas que se recusaram a ajudar Eduardo em uma campanha contra os escoceses, contribuindo para a desastrosa derrota inglesa na Batalha de Bannockburn.

## Retorno à lealdade

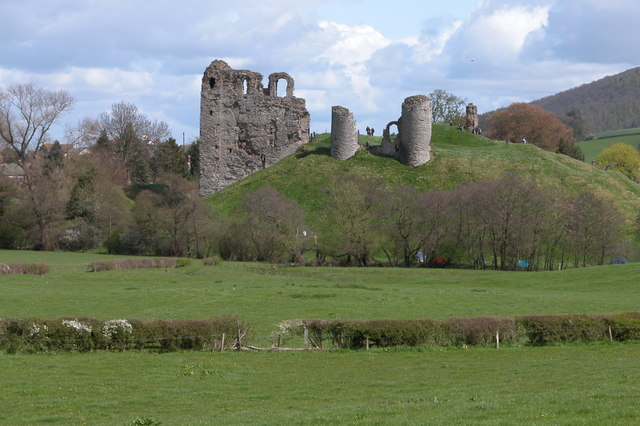
O Castelo de Clun foi a fonte da animosidade pessoal entre Arundel e Rogério Mortimer.

Na época de Bannockburn, no entanto, a lealdade de Arundel começou a voltar para o rei. A reaproximação de Eduardo e o conde havia começado antes, quando em 2 de novembro de 1313, o rei perdoou as dívidas reais de Arundel. O fator mais significativo neste processo, porém, foi a aliança matrimonial entre Arundel e os novos favoritos do rei, os Despensers. Hugo Despenser, o Jovem e seu pai Hugo Despenser, o Velho, gradualmente assumiram o controle do governo e usaram seu poder para enriquecer. Embora isto alienasse a maioria da nobreza, a situação de Arundel era diferente. Em algum momento de 1314−1315, seu filho Ricardo estava noivo de Isabel, filha de Hugo Despenser, o Jovem. Agora que voltou a ser favorecido pela realeza, Arundel começou a receber recompensas na forma de nomeações oficiais. Em 1317 foi nomeado Guardião das Marcas da Escócia, e em agosto de 1318, ajudou a negociar o Tratado de Leake, que reconciliou temporariamente o rei com Tomás de Lancaster.
Com a mudança de lealdade de Arundel, surgiu um conflito de interesses. Em agosto de 1321, foi feita uma exigência ao rei para que Hugo Despenser e seu pai, Hugo Despenser, o Velho, fossem enviados para o exílio. O rei, enfrentando uma rebelião nas marcas galesas, não teve escolha a não ser concordar. Arundel votou pela expulsão, mas depois alegou que o fez sob compulsão e também apoiou a revogação em dezembro. Arundel sofreu pessoalmente com a rebelião, quando Rogério Mortimer tomou seu castelo de Clun. No início de 1322, Arundel juntou-se ao rei Eduardo em uma campanha contra a família Mortimer. A oposição logo se desintegrou, e o rei decidiu agir contra Thomas de Lancaster, que sempre apoiou a rebelião dos manifestantes. Lancaster foi derrotado na Batalha de Boroughbridge em março e executado.
Após a rebelião, os Despensers enriqueceram com as propriedades confiscadas dos rebeldes, e Hugo Despenser, o Velho, foi nomeado Conde de Winchester em maio de 1322. Arundel também, que agora era um dos principais apoiadores do rei, foi muito bem recompensado. Após a captura de Rogério Mortimer em 1322, ele recebeu a propriedade confiscada de Mortimer, de Chirk, no País de Gales. Ele também foi confiado a cargos importantes: se tornou Juiz-chefe do Norte e do Sul do País de Gales em 1323 e, em 1325, foi nomeado Guardião das marcas galesas, responsável pela força militar no País de Gales. Estendeu também sua influência por meio de alianças matrimoniais; em 1325, garantiu os casamentos de duas de suas filhas com os filhos e herdeiros de dois dos principais aliados de Lancaster: os condes falecidos de Hereford e Warwick.

## Últimos anos e morte

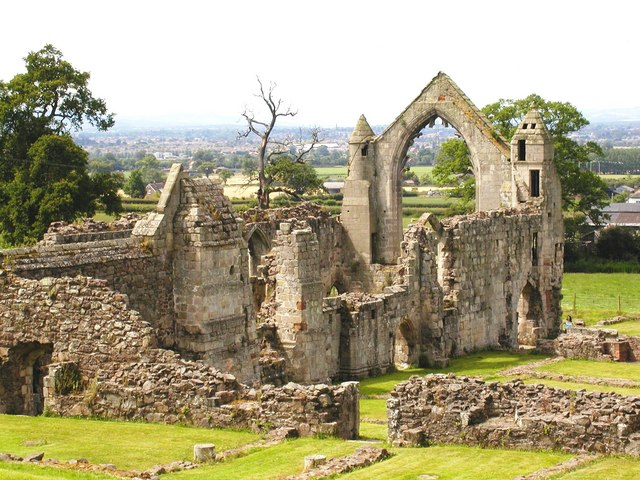
As ruínas da Abadia de Haughmond, local do descanso final de Arundel

Em 1323, Rogério Mortimer, que estava cativo na Torre de Londres, escapou e fugiu para a França. Dois anos mais tarde, a rainha Isabel viajou para Paris em uma pretensa visita a seu irmão, o rei francês Carlos IV. Ali, Isabel e Mortimer desenvolveram um plano para invadir a Inglaterra e substituir Eduardo II no trono por seu filho, o jovem príncipe Eduardo, que estava na companhia de Isabel. Isabel e Mortimer desembarcaram na Inglaterra em 24 de setembro de 1326, e devido ao forte ressentimento contra o regime de Despenser, poucos vieram em auxílio ao rei. Arundel inicialmente escapou da força invasora na companhia do rei, mas depois seguiu para suas propriedades em Shropshire a fim de reunir as tropas. Em Shrewsbury foi capturado por seu antigo inimigo João Charlton de Powys, e trazido perante a rainha Isabel em Hereford. Em 17 de novembro, um dia após Eduardo II ter sido levado cativo, Arundel foi executado, alegadamente por instigação de Mortimer. Conforme o relato de uma crônica, foi ordenado o uso de uma espada sem corte, e o carrasco precisou de vinte e dois golpes para cortar a cabeça do conde.
O corpo de Arundel foi inicialmente sepultado na igreja franciscana em Hereford. Foi seu desejo, porém, ser sepultado no tradicional jazigo da família na Abadia de Haughmond em Shropshire, e este é o local onde foi finalmente enterrado. Embora nunca tenha sido canonizado, um culto religioso surgiu em memória do falecido conde na década de 1390, associando-o ao rei mártir do século IX, Santo Edmundo. Essa veneração pode ter sido inspirada por um culto semelhante destinada a seu neto, Ricardo Fitzalan, 4.º Conde de Arundel, executado por Ricardo II em 1397.
Arundel foi acusado de delito grave em sua execução; suas propriedades foram confiscadas para a Coroa, e grande parte delas foi apropriada por Isabel e Mortimer. O castelo e a honra de Arundel foram brevemente mantidos pelo meio-irmão de Eduardo II, Edmundo, Conde de Kent, executado em 19 de março de 1330. O filho de Edmundo Fitzalan, Ricardo, fracassou em uma tentativa de rebelião contra a Coroa em junho de 1330, e teve que fugir para a França. Em outubro do mesmo ano, a tutela de Isabel e Mortimer foi retirada pelo governo pessoal do rei Eduardo III. Isto permitiu que Ricardo voltasse e reclamasse sua herança e, em 8 de fevereiro de 1331, ele foi totalmente restaurado às terras de seu pai e nomeado Conde de Arundel.

## Descendência
Edmundo e Alice tiveram pelo menos sete filhos:
| Nome                                   | Data de nascimento | Data de morte         | Notas                                                               |
| -------------------------------------- | ------------------ | --------------------- | ------------------------------------------------------------------- |
| Ricardo Fitzalan, 3.º Conde de Arundel | c. 1313            | 24 de janeiro de 1376 | Casou (1) Isabel le Despenser, (2) Leonor de Lancaster              |
| Edmundo                                | —                  | c. 1349               |                                                                     |
| Miguel                                 | —                  | —                     |                                                                     |
| Maria                                  | —                  | 29 de agosto de 1396  | Casou com João le Strange, 4.º Barão Strange de Blackmere           |
| Aline                                  | —                  | 20 de janeiro de 1386 | Casou com Rogério le Strange, 5.º Barão Strange de Knockin          |
| Alice                                  | —                  | 1326                  | Casou com João de Bohun, 5.º Conde de Hereford                      |
| Catarina                               | —                  | m. 1375/76            | Casou com (1) Henrique Hussey, 2.º Barão Hussey, (2) André Peverell |
| Leonor                                 | —                  | —                     | Casou com Gerard Lisle, 1.º Barão Lisle                             |
| Isabel                                 | —                  | —                     | Casou com Guilherme Latimer, 4.º Barão Latimer                      |

## Ancestrais
Fonte